# Austrohelcon minor
Austrohelcon minor är en stekelart som beskrevs av Charles Thomas Brues 1933. Austrohelcon minor ingår i släktet Austrohelcon och familjen bracksteklar. Inga underarter finns listade.